# Rząd Szwecji
Rząd Szwecji – sprawuje władzę wykonawczą i  składa się z premiera i powołanych przez niego ministrów. W Szwecji istnieją dwie kategorie ministrów. Pierwsza to ministrowie kierujący określonymi ministerstwami, a druga to ministrowie bez teki (tzw. radcy konsultanci).
Ministerstwa nie są zbyt rozbudowane. Posiadają tylko funkcję kierowniczą i przygotowawczą ustaw, ponieważ istnieją obok nich rozbudowane urzędy centralne. Ich urzędnicy są apolityczni i dobrze wykształceni. Zadaniem tych urzędów jest bieżące zarządzanie. Taki stan rzeczy nazywamy „dualizmem administracji rządowej”. Dzięki niej zwiększa się sprawność działania instytucji państwowych. Wyjątkiem od tej zasady jest Ministerstwo Spraw Zagranicznych, które jako jedyne łączy funkcje kierowania i zarządzania.

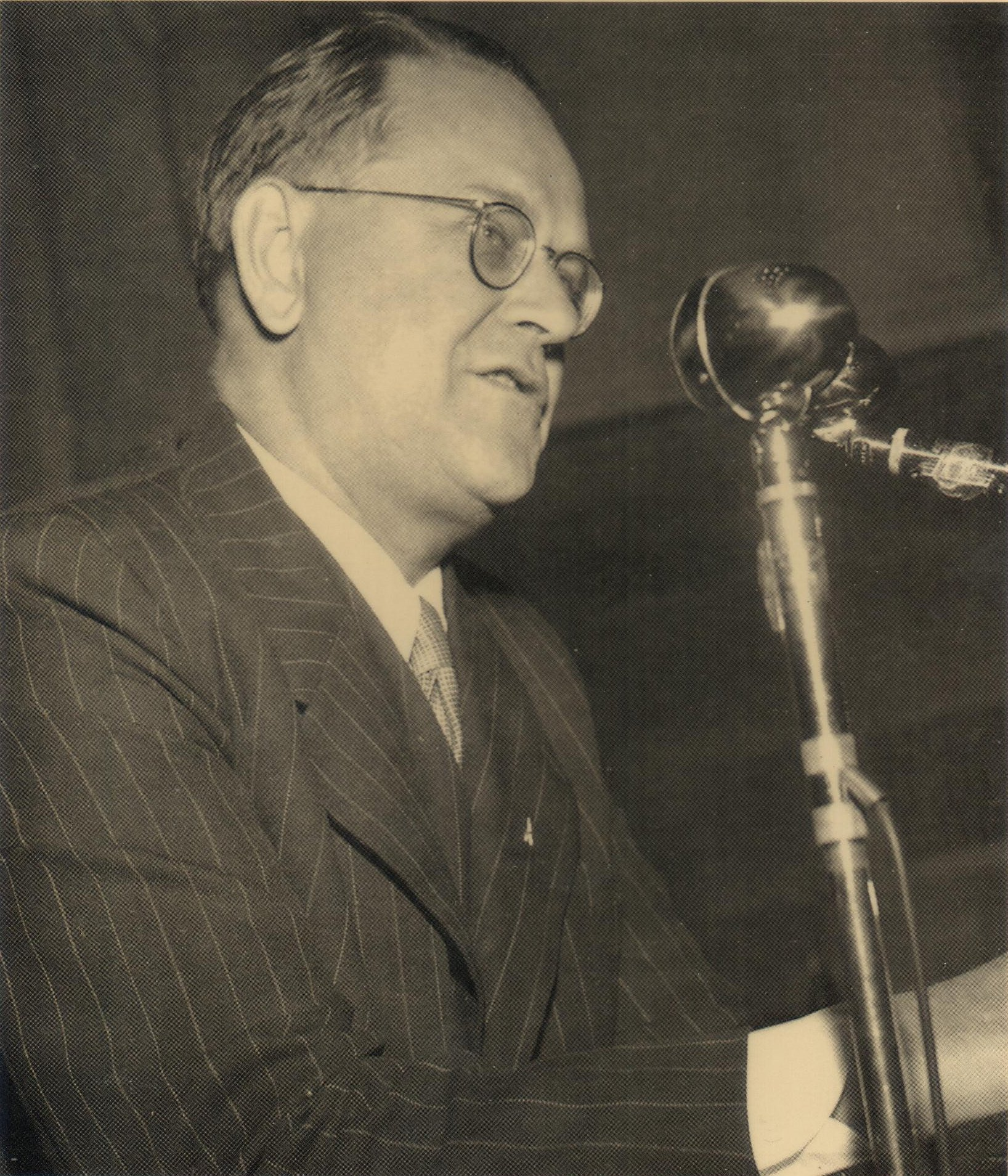
Tage Erlander, premier Szwecji 1946-1969

Premierem rządu zostaje zawsze przywódca partii rządzącej, choć nie zawsze większościowej, gdyż w Szwecji istnieje "zasada szwedzkiego parlamentaryzmu mniejszościowego". Jej fenomen polega na tym, że możliwe są rządy partii, która w Riksdagu jest mniejszością. Wynika ona z pragmatyzmu Szwedów skłonnych do kompromisu i przedkładania interesu państwa nad interesem partyjnym. Z tej zasady często korzystała SAP.
Premiera powołuje talman. Propozycję przedstawia Riksdagowi. Jeżeli zostanie ona czterokrotnie odrzucona przez parlament, procedurę powołania premiera przeprowadza się dopiero po nowych, zarządzanych wyborach. Jeśli premier otrzyma wotum nieufności, do dymisji musi podać się cały rząd. Powoduje to m.in. niezwykle silną pozycję premiera w Radzie Ministrów. W Szwecji zdarzają się często długoletnie rządy jednego premiera. Dobrym przykładem jest Tage Erlander, który rządził w latach 1946–1969.
Rząd oprócz odpowiedzialności przed Riksdagiem, ponosi również odpowiedzialność konstytucyjną. W Szwecji istnieje Komisja Konstytucyjna Riksdagu, która sprawdza, czy rząd jest praworządny i czy kieruje się w swojej polityce interesem Królestwa.
Rząd powołuje własnych ombudsmanów, ale mają oni inne uprawnienia i zadania od ombudsmanów parlamentarnych. Powołani przez rząd zajmują się kontrolą przestrzegania prawa w określonych sferach życia publicznego. Rząd powołuje również Kanclerza Sprawiedliwości, zostaje nim prawnik. Jego główny cel to ochrona interesów państwa. Zajmuje się również kwestiami wolności prasy. Oprócz tego jest reprezentantem rządu w sporach cywilnoprawnych.
Obecnie premierem jest Ulf Kristersson (od 18 października 2022). Stoi na czele mniejszościowego rządu. Składa się on z Premiera i 23 ministrów.